# Epidendrum anthoceros
Epidendrum anthoceros är en orkidéart som beskrevs av Jean Jules Linden och Heinrich Gustav Reichenbach. Epidendrum anthoceros ingår i släktet Epidendrum och familjen orkidéer. Inga underarter finns listade i Catalogue of Life.